# Хаммондс, Шелли
Шелли Джейн Хаммондс (англ. Shelley Jane Hammonds; в замужестве Берстон (англ. Burston); род. 6 марта 1983 года в Вуллонгонге, Новый Южный Уэльс, Австралия) — австралийская профессиональная баскетболистка, которая выступала в женской национальной баскетбольной лиге. Играла на позиции центровой. Чемпионка ЖНБЛ (2011).
В составе национальной сборной Австралии принимала участие в чемпионате мира среди девушек до 19 лет 2001 года в Брно и молодёжном чемпионате мира 2003 года в Шибенике.

## Ранние годы
Шелли Хаммондс родилась 6 марта 1983 года в городе Вуллонгонг (штат Новый Южный Уэльс).